# Niokhor Diongue
Niokhor Diongue (ur. 15 lutego 1962) – senegalski judoka. Olimpijczyk z Moskwy 1980, gdzie zajął dziesiąte miejsce w wadze lekkiej.
Uczestnik mistrzostw świata w 1981 roku.

## Letnie Igrzyska Olimpijskie 1980
| Konkurencja | Eliminacje            | Eliminacje               | Eliminacje                 | Klas. końcowa |
| Konkurencja | 1/32                  | 1/16                     | 1/4                        | Miejsce       |
| ----------- | --------------------- | ------------------------ | -------------------------- | ------------- |
| 71 kg       | Roukoz Roukoz (LIB) Z | Alonzo Henderson (IRL) Z | Karl-Heinz Lehmann (DDR) P | 10.           |